# Nichita Adăniloaie
Nichita Adăniloaie (n. 1 mai 1927, Plaiu Șarului, România – d. 5 decembrie 2019, București, România) a fost un istoric român, profesor universitar și cercetător  al istoriei secolului al XX-lea.

## Biografie
A fost cel de al zecelea copil al lui Ion și al Dochiței Adăniloaie. Pe străbunicul său îl chema Dănilă Dârțu și a fost unul dintre reprezentanții răzeșilor care au luptat pentru restituirea proprietăților dornenilor acaparate de Alexandru Ipsilanti și încredințate boierului Balș. Străbunicul și-a împlinit misiunea, obținând pentru țărani dreptul de a-și răscumpăra pământul dar greutățile îndurate i-au pricinuit moartea în floarea vârstei. Străbunica rămasă văduvă de tânără, era știută după numele soțului adică Dăniloaia. Având ea mulți copii, aceștia erau numiți în sat  Adăniloaie și așa au fost înscriși în acte, nu Dârțu cum ar fi fost numele real de familie.
A absolvit școala primară în satul natal unde învățătorul Constantin Mișu i-a descoperit și valorificat înclinațiile spre studiu. A început cursurile secundare la Liceul Dragoș Vodă din Câmpulung Moldovenesc, s-a transferat la Blaj, apoi la Râmnicu Sărat din cauza războiului, pentru a reveni în ultimul an la liceul bucovinean.
Din această perioadă datează și primele sale încercări literare (poezii, epigrame, schițe,nuvele) publicate sub pseudonim în revistele Viața socială, Rampa și Flacăra. Dar adevărata vocație începe să se contureze cu prilejul unui concurs dedicat Centenarului revoluției de la 1848 când fragmente din referatul întocmit pe tema ecoului revoluției pașoptiste în Bucovina, au fost publicate în revista Contemporanul.

## Educația
Între anii 1948-1952 a urmat cursurile Facultății de Istorie a Universității București.
Încă din anul al doilea de facultate datorită aptitudinilor arătate în domeniul cercetării a fost remarcat de academicianul Petre Constantinescu la propunerea căruia a devenit colaborator permanent al Institutul de Istorie al Academiei, apoi referent științific de specialitate. După absolvirea studiilor universitare a fost încadrat ca asistent, în 1954 a fost numit cercetător științific apoi cercetător știintific principal. Pe bază de concurs in anul 1958 a devenit șef al sectorului de istorie modernă.
În 1968 și-a susținut doctoratul cu tema „Reforma agrară din 1864. Aplicarea Legii rurale" iar din 1971 a fost numit conducător științific de doctorat pentru istoria modernă.

## Activitatea științifică
Este membru fondator al Societății de Științe Istorice și Filologice din România întemeiată în anul 1949. A fost ales membru al Biroului de conducere în 1953 și secretar al aceleași Societăți între anii 1960 și 1967.
În această perioadă a corespondat cu istoricul Teodor Bălan, retras la Gura Humorului. Prof univ. Harieta Mareci Sabol afirmă că „aceste scrisori „relevă relația statornicită între doi intelectuali de aleasă ținută, pe care nici distanța și nici apartenența unuia la o altă generație decât a celuilalt nu i-a împiedicat să dialogheze și să colaboreze”.
Din 1968 după despărțirea de filologie și schimbarea titulaturii în Societatea de Științe Istorice din România, a fost numit succesiv vicepreședinte apoi, începând cu anul 1999, președinte de onoare.
Din anul 1954 își începe activitate didactică în mediul universitar. În primii ani a fost asistent la Institutul Pedagogic din Panduri (la catedra de metodică a predării și practica studenților) apoi profesor asociat la Institutul de Perfecționare a Cadrelor Didactice. De-a lungul timpului a predat istoria modernă la Academia de Învățământ social-politic și politica externă a României la grupa de diplomați, a ținut cursuri de istorie în cadrul Institutului de Medicină și Farmacie. Din anul 1990 până în anul 2000 a fost profesor de Istorie modernă a României în cadrul Facultății de Istorie a Universității din București.
Cu o bogată activitate ce se întinde peste o jumătate de veac, a susținut aproximativ 300 de conferințe, expuneri sau comunicări științifice pe linie de învățământ și cultură, s-a implicat în organizarea unor astfel de manifestări în București și numeroase orașe din țară contribuind activ la perfecționarea cadrelor didactice din învățământul preuniversitar. A elaborat numerose referate în vederea îmbunătățirii lucrărilor de doctorat, de licență sau de obținere a gradelor didactice.
A fost redactor resposabil al Revistei „Studii și articole de istorie”. A participat în comisii mixte pentru manuale de istorie ce aveau ca scop studierea modului în care se oglindește istoria noastră și a altor naționalități în manualele noastre și a lor de istorie.
S-a impus prin studii întemeiate pe material arhivalic inedit și cu o activitate notabilă de popularizator al istoriei. A colaborat cu Studioul „Al. Sahia” la realizarea unor filme didactice și documentare despre Tudor Vladimirescu, Mihail Kogălniceanu, Alexandru Ioan Cuza, Costache Negri, Războiul de independență, Gazeta Transilvaniei s.a.
În calitatea sa de om de știință și-a adus contribuția fundamental în patru direcții de referință ale istoriei românești: 
- formarea statului național independent,
- problema țărănească și raporturile agrare,
- istoria dezvoltării culturii,
- istoria învățământului.

Scriitorul G. Patza l-a descris a fi „autorul a 99 de lucrări originale, 15 monografii, 4 tratate, 7 îndrumări tehnice, 4 culegeri de studii, dintre care «Studii și articole de istorie» în 47 de tomuri”.

## Distincții primite
- 1971 Ordinul „Steaua Republicii Socialiste România”
- 1978 Medalia de aur „100 de ani de la eliberarea Bulgariei” conferită de parlamentul de la Sofia
- 1980 Premiul „Nicolae Bălcescu” acordat de Academia Română pentru lucrarea „Independența României”
- 1996 Medalia „Meritul științific” decernată la Centenarul Academiei Române
- 2002 Medalia „Crucea Comemorativă a celui de al II-lea război mondial”
- 2002 Premiul de excelență acordat de Societatea de Științe Istorice din România pentru întreaga activitate
- 2005 Titlul de Cetățean de Onoare al  Comunei Șaru Dornei
- 2008 Premiul de Onoare al Asociației Scriitorilor și Artiștilor din Țara Dornelor

## Lucrări publicate

### Monografii
- Boierii și răscoala condusă de Tudor Vladimirescu, Societatea de Științe Istorice și Filologice din România, București, 1956[7]
- Formarea statului național român. Lupta poporului român pentru independență națională și progres social, Ed. Politică, 1965 – în colaborare cu Aron Petric
- Reforma agrară din 1864, Ed. Academiei Române, 1967 – în colaborare cu Dan Berindei
- Probleme fundamentale ale istoriei patriei, Ed. Didactică și Pedagogică, 1977 – coautor
- Istoria parlamentului și a vieții parlamentare din România, Ed. Academiei Române, 1983 – coautor
- Istoria militară a poporului român, vol. IV, Ed. Militară, 1987 – coautor
- Răscoala țăranilor din 1888, Ed. Academiei Române, 1988
- Istoria modernă a României (1821–1877), București, 1967
- Istoria învățământului primar (1859–1918), Ed. Criss Book Universul, București, 1998
- Învățământul primar sucevean în epoca modernă, Ed. Litera, 1988
- Învățătorii – luminători ai satelor, Ed. „Dimitrie Bolintineanu”, București, 2002
- Școala Șaru Dornei – repere istorice, Suceava, 2003 – în colaborare cu Petru Țaranu
- Școala Neagra Șarului. File de istorie, Câmpulung Moldovenesc, 2005 – în colaborare cu Virgil Popescu
- Monografia Societății de Științe Istorice din România, București, 2009
- Independenta națională a României, Ed. Academiei R.S.R., București, 1986

### Periodice
- „Atitudinea moșierilor și arendașilor față de reforma agrară din 1864”, Studii. Revistă de istorie, 17, nr. 3, Editura Academiei Republicii Populare Romîne, 1964, p. 547
- „Răscoala țăranilor din 1888. Cauze si desfășurare”, Studii, 31, nr. 6, 1978 p. 979

### Alte publicații
- Amintiri, București, Lumina Tipo, 2013
- Pagini de istorie și învățământ (culegere), București, Lumina Tipo, 2012
- Epigrame, catrene și literatură variată, ediția a XII-a revăzută și adăugită, Editura Lumina Tipo, București, 2017